# شمبانزي
الشِمْبانزِي أو البَعَام أو البَعَامَة أو البَعيْمَة (الاسم العلمي: Pan)، (بالإنجليزية: chimpanzee)‏ هو جنس من القردة العلیا من فصيلة البشرانيات ويعيش في أفريقيا وينقسم إلى نوعين هما شمبانزي شائع وبونوبو. ويُصنف الشِمْبَانْزِي ضمن الحيوانات الأكثر ذكاء ويستطيع استخدام الأدوات من أجل الحصول على الطعام. نسبة التطابق الجيني بين الشمبانزي والإنسان العاقل95-96%. مما يجعله أقرب أقرباء الإنسان الأحياء وأكثرهم شبهًا بالبشر، حيث افترق السلف المشترك بينهم قبل حوالي 5 و 6 مليون سنة حسب نظرية التطور.

## صفات الشمبانزي

سلسلة تطور البشرانيات وأشباهها والبشرانيات والبشراناوات والبشراناوية وأشباه البشر

الشمبانزي هو قرد کبیر وقوي نسبیا ذو جسم مقوقع قلیلا. طول الشمبانزي البالغ یتراوح بین 130 سم إلى 160 سم ووزنه یترواح ما بین 30 إلى 60 کغم وطول ذراعیه یمکن أن یصل إلى 270 سم، عضلات کتفه وأذرعه قویة جدا أي أقوى بکثیر من أذرع البشر. على النقیض من ذلك فإن رجلي الشمبانزي قصیران. أنفه صغیر نسبیا وله عینان عمیقتان، وشکل حواجبه ملفت للنظر، للشمبانزي أذنان کبیران مدوران وله أیضا فك علوي عریض وله شفتان غیر سمیکتین. أما عمره فقط يصل إلى خمسين سنة تقريبا.
یغطي معظم جسم الشمبانزي شعر طویل داكن اللون وله وجه عار من الشعر تقریبا. ولون وجه وردي اللون في مرحلة الطفولة والشباب ویمیل للسواد کلما تقدم في العمر وعندما یصل إلى الشیخوخة یکون لون الوجه قد تحول إلى اللون الأسود متعرج الجلد. وهناك أیضا بعض أنواع الشمبانزي تمتلك وجوها بیضاء، والمؤخرة عار من الشعر. أنثى الشمبانزي مؤخرتها وردیة (بدون شعر) وتکون منتفخة وحجم هذا الانتفاخ یتغیر وفقا للمرحلة التي تمر بها في العادة الشهریة (الحیض). العادة الشهریة تکمل دورتها عادة في 24 یوما. ومن الجدیر بالذکر أن أنثى الشمبانزي العذراء تمتلك أیضا غشاء البكارة.
نوع من القرود شديد الذكاء، يشبه الغوريلا، وِإن كان اصغر منها في الحجم، يستطيع السير على قدميه كالإنسان، ويبني بيته فوق الشجر
يتغذى الشمبانزي على كل ما يجده متوفرا في بيئته، إذ يأكل أوراق الشجر، والفواكه، والبندق، والعسل، والبيض، ولحاء الشجر، والعصافير، والثديات الصغيرة. ولاصطياد الحشرات الصغيرة يستخدم الشمبانزي عصيا يدخلها في حجور الحشرات لإخراجها والتغذي عليها.

## موطن الشمبانزي وبیئة عیشه
بالرغم من أن الشمبانزي لا يحسن السباحة إلا أنه يعيش في الغابات التي تنتشر فیها المسطحات المائیة في وسط وغرب القارة الأفریقیة، في دول مثل السنغال ومرورا بکونغو-کینشاسا في الضفة الشمالیة لنهر کونغو، وکذلك موجود في تانزانیا وأوغندا ویعیش الشمبانزي في غابات مفتوحة ذات الأشجار الضخمة والتي یکثر فیها سقوط الأمطار. وکذلك یمکن أن یتواجد الشمبانزي في المناطق الجبلیة الملیئة بالأشجار أو بالأعشاب. ومن أوراق هذه الأشجار يبنى الشمبانزي لنفسه أماكن للنوم.

## تطور الشمبانزي
ویعتبر البونوبو والشمبانزي قریب الصلة بالإنسان في السلم التطوري. تم تحدید خریطة جینوم کل من الإنسان والشمبانزي وکانت النتیجة أن الحمض النووي للشمبانزي مطابق بنسبة من 94,6 % إلى 99,4 % وهناك اختلاف بین العلماء في تحدید نسبة التطابق. الجينان متشابهان إذا اعتبرناهما قد تطورا من أصل مشترك واحد.

### العلاقة التطورية
جنس بان هو جزء من فصيلة القردة العليا، التي ينتمي إليها البشر أيضًا. وانفصل البشر في عملية تكاثر منذ ما يقرب من خمسة إلى اثني عشر مليون سنة،  مما جعلهم أقرب الأقارب على قيد الحياة للبشرية.  وجد البحث الذي أجرته ماري كلير كينغ في عام 1973 أن 99٪ من الحمض النووي متطابق بين البشر والشمبانزي.  لبعض الوقت، عدل البحث هذه النتيجة إلى حوالي 94٪  قواسم مشتركة، مع حدوث بعض الاختلاف في الحمض النووي غير المشفر، ولكن المعلومات الحديثة تشير إلى الفرق في الحمض النووي بين البشر والشمبانزي والبونوبو عند حوالي 1٪ - 1.2٪ مرة أخرى.

### الحفريات
سجل الحفريات للشمبانزي غائب منذ فترة طويلة ويُعتقد أنه كان بسبب تحيز الحفظ فيما يتعلق ببيئتهم. ومع ذلك، في عام 2005، تم اكتشاف ووصف أحافير الشمبانزي من قبل سالي ماكبريتي وزملاؤها. مجموعات الشمبانزي الموجودة في غرب ووسط أفريقيا منفصلة عن مواقع الحفريات البشرية الرئيسية في شرق إفريقيا. ومع ذلك، فقد تم الإبلاغ عن أحافير الشمبانزي من كينيا، مما يشير إلى أن كلا من البشر وأنواع "بان" كانوا موجودين في وادي ريفت شرق إفريقيا خلال العصر الجليدي الأوسط.

## الشمبانزي في تاريخ البشرية

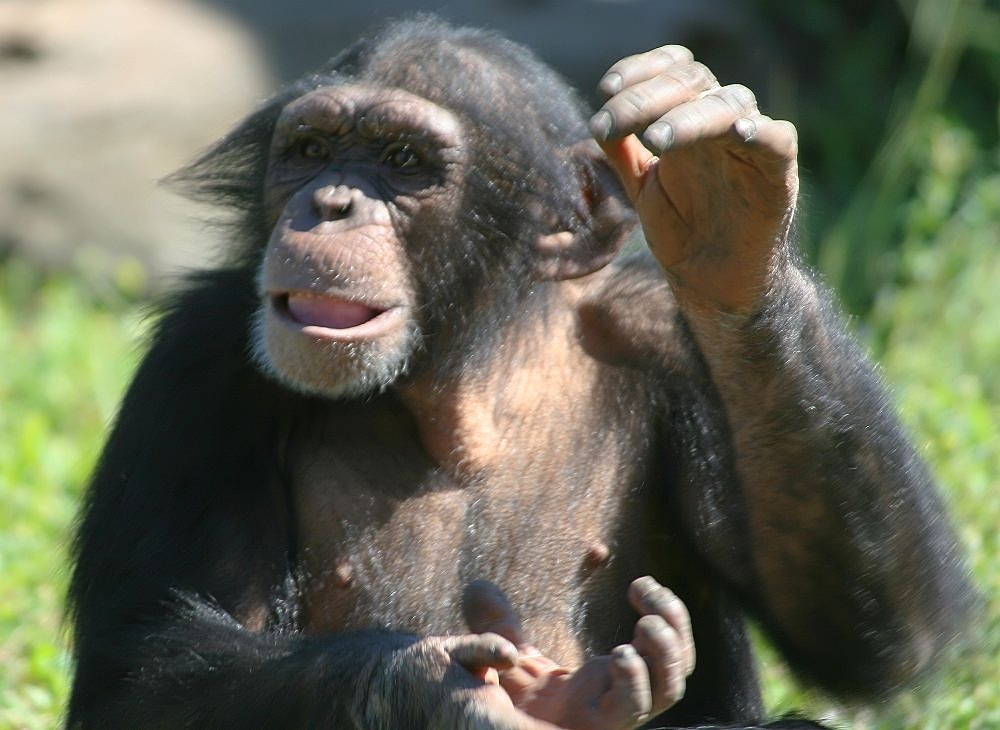
شمبانزي شائع.

كما يُزعم أن الشمبانزي، وكذلك القرود الأخرى، كان معروفًا للكُتاب القدامى، ولكن بشكل أساسي كأساطير وأساطير على حافة الوعي المجتمعي في أوروبا والشرق الأدنى. تم ذكر القردة بشكل مختلف من قبل أرسطو.
من المحتمل أن تكون مذكرات المستكشف البرتغالي دوارتي باتشيكو بيريرا (1506) ، المحفوظة في الأرشيف الوطني البرتغالي ( توري دو تومبو)، أول وثيقة مكتوبة تقر بأن الشمبانزي بنى أدواته البدائية. جاء أول شمبانزي عابر للقارات من أنغولا وقدم كهدية إلى فريدريك هنري، أمير أورانج في عام 1640، وتبعه عدد قليل من إخوانه على مدى السنوات العديدة التالية. وصف العلماء هذه الشمبانزي الأولى بأنها " الأقزام""، وأشار إلى أوجه التشابه المتميزة بين الحيوانات والبشر. في العقدين التاليين ، تم استيراد عدد من المخلوقات إلى أوروبا ، وتم الحصول عليها بشكل أساسي من خلال حدائق الحيوان المختلفة كترفيه للزوار.

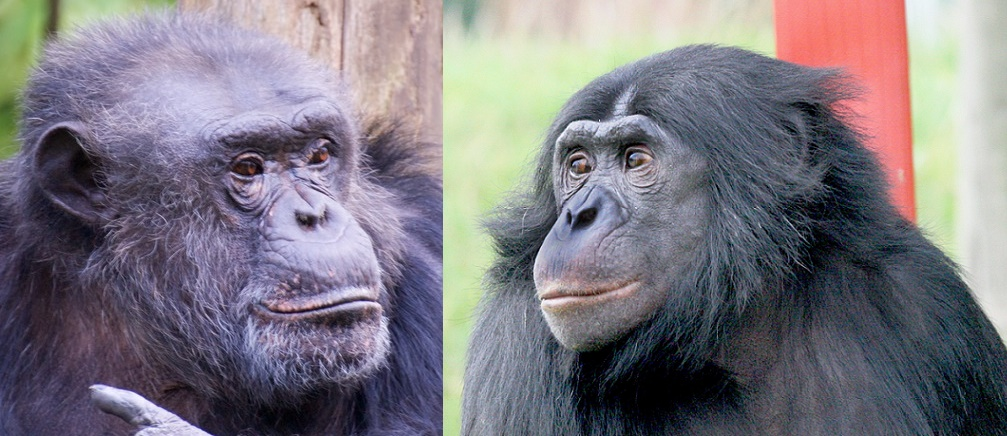
علي اليسار (شمبانزي) وعلي اليمين (بونوبو).

حفزت نظرية الانتقاء الطبيعي لتشارلز داروين ( التي نُشرت عام 1859) الاهتمام العلمي بالشمبانزي، كما هو الحال في الكثير من علوم الحياة مما أدى في النهاية إلى العديد من الدراسات حول الحيوانات في البرية والأسر. كان مراقبو الشمبانزي في ذلك الوقت مهتمين بشكل أساسي بالسلوك من حيث صلته بسلوك البشر. كان هذا أقل صرامة وغير مهتم علميًا مما قد يبدو، مع تركيز الكثير من الاهتمام على ما إذا كانت الحيوانات لديها سمات يمكن اعتبارها "جيدة" أم لا ؛ غالبًا ما كان ذكاء الشمبانزي مبالغًا فيه بشكل كبير. بحلول نهاية القرن التاسع عشر، ظل الشمبانزي لغزًا إلى حد كبير بالنسبة للإنسان، مع توفر القليل جدًا من المعلومات العلمية الواقعية.

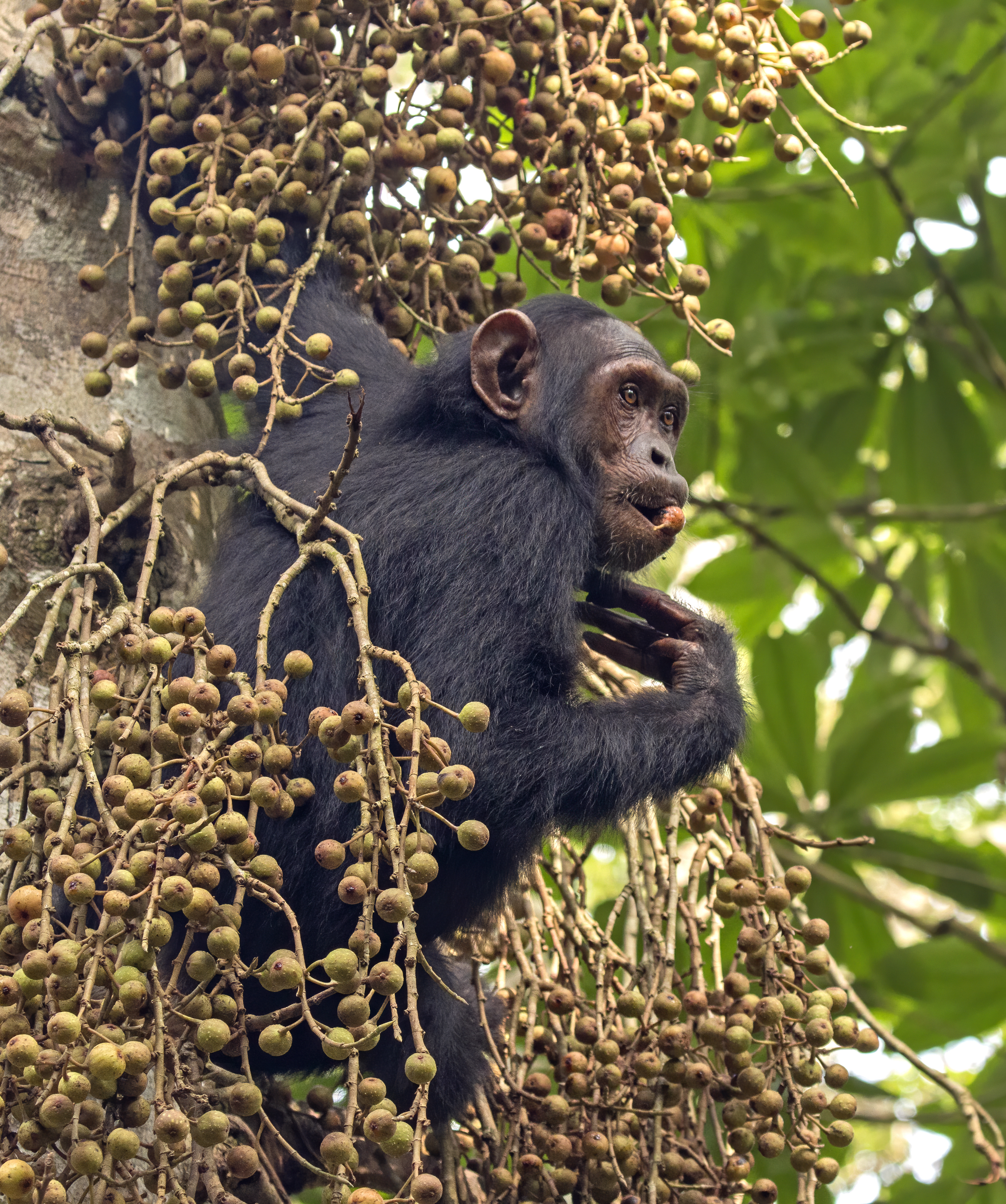
شمبانزي ينظر.

في القرن العشرين، بدأ عصر جديد من البحث العلمي في سلوك الشمبانزي. قبل عام 1960 لم يكن يُعرف أي شيء تقريبًا عن سلوك الشمبانزي في موائلها الطبيعية. في يوليو من ذلك العام، انطلقت جين غودال إلى غابة غومبي في تنزانيا لتعيش بين الشمبانزي، حيث درست بشكل أساسي أعضاء مجتمع كاساكيلا الشمبانزي. كان اكتشافها أن الشمبانزي يصنع أدوات ويستخدمها كان رائد، حيث كان يُعتقد سابقًا أن البشر هم النوع الوحيد الذي يفعل ذلك. قاد ولفغانغ كوهلر وروبرت يركس أكثر الدراسات المبكرة تقدمًا على الشمبانزي، وكلاهما من علماء النفس المشهورين. أنشأ كل من الرجال وزملاؤهم دراسات معملية للشمبانزي ركزت بشكل خاص على التعرف على القدرات الفكرية للشمبانزي، وخاصة حل المشكلات. يتضمن هذا عادةً اختبارات أساسية وعملية على الشمبانزي المختبر، والتي تتطلب قدرة فكرية عالية إلى حد ما (مثل كيفية حل مشكلة الحصول على موزة بعيدة المنال). والجدير بالذكر أن يركيس قام أيضًا بملاحظات مستفيضة عن الشمبانزي في البرية مما أضاف بشكل كبير إلى الفهم العلمي للشمبانزي وسلوكه. درس يركيس الشمبانزي حتى الحرب العالمية الثانية، بينما أنهى كولر خمس سنوات من الدراسة ونشر كتابه الشهير عقلية القردة.في عام 1925 (وهو ما حدث بالصدفة عندما بدأ يركيس تحليلاته)، وخلص في النهاية إلى أن "الشمبانزي يظهر سلوكًا ذكيًا من النوع العام المألوف في البشر...نوع من السلوك الذي يعتبر إنسانًا على وجه التحديد" (1925).

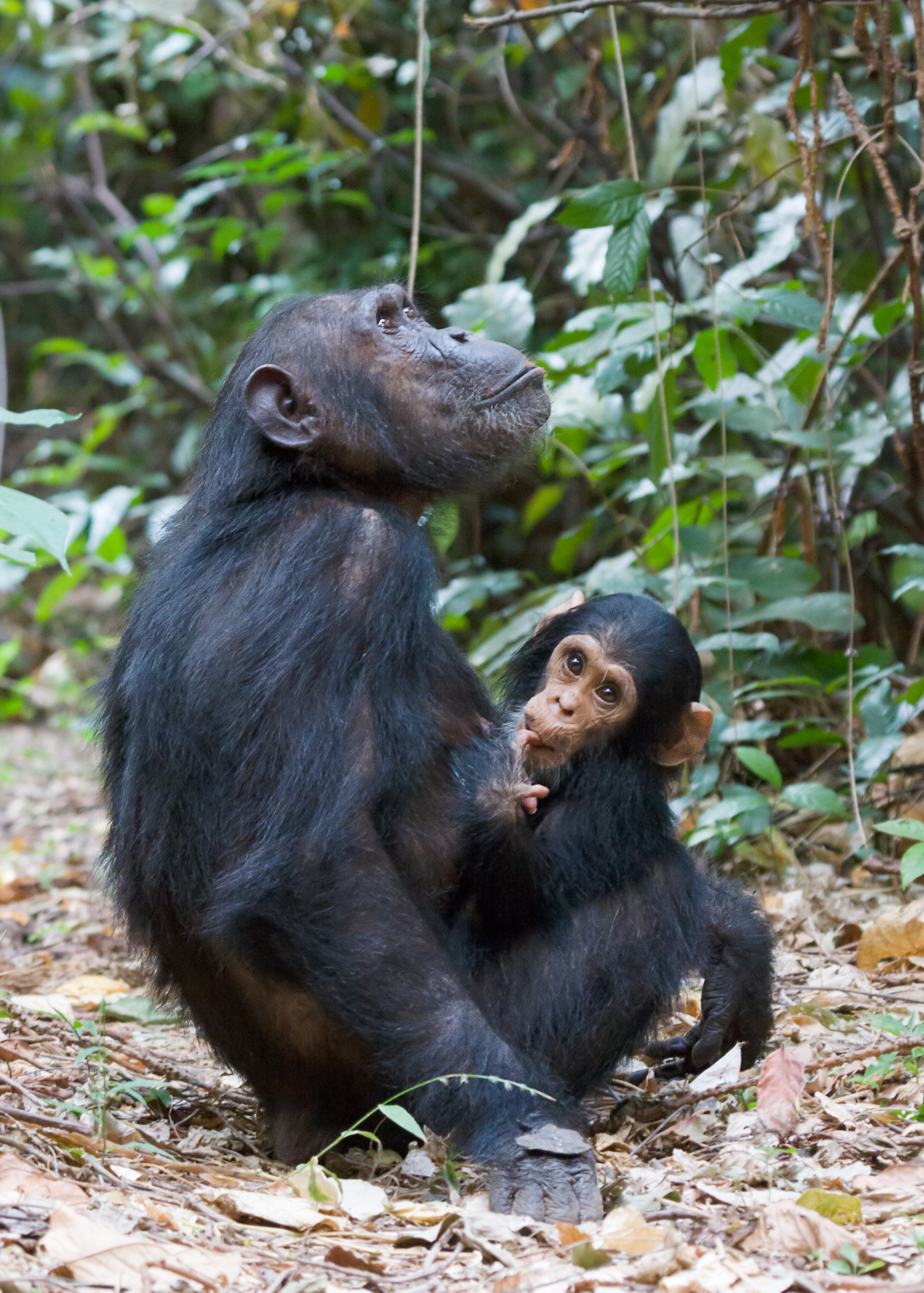
طفل الشمبانزي وأمه.

أفاد عدد أغسطس 2008 من المجلة الأمريكية لعلم الرئيسيات عن نتائج دراسة استمرت لمدة عام على الشمبانزي في حديقة جبال ماهال الوطنية في تنزانيا، والتي قدمت دليلاً على إصابة الشمبانزي بأمراض معدية فيروسية من المحتمل أن تكون قد أصيبت بها من البشر. أظهرت التحقيقات الجزيئية والميكروسكوبية والوبائية أن الشمبانزي الذي يعيش في منتزه ماهال ماونتينز الوطني يعاني من مرض تنفسي ناتج على الأرجح عن نوع من الفيروسة المخاطانية البشرية .

## علم التشريح وعلم وظائف الأعضاء

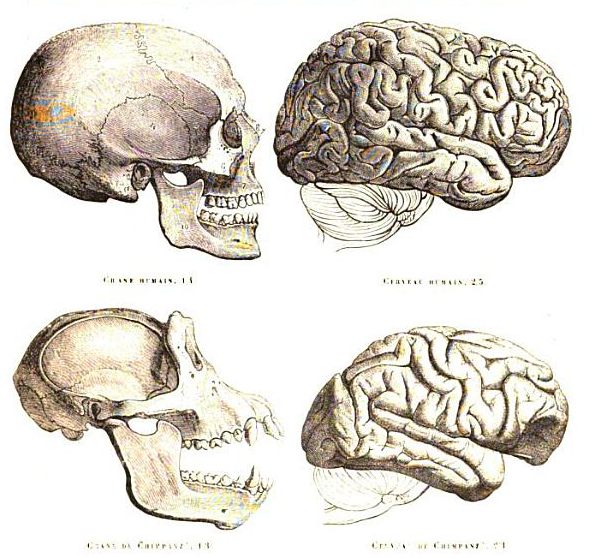
جمجمة الإنسان والشمبانزي والدماغ.

ذراعا الشمبانزي أطول من ساقيه. يبلغ ارتفاع ذكر الشمبانزي الشائع 1.2 متر (3.9 قدم). يزن ذكور الشمبانزي البري البالغ ما بين 40 و 60 كجم، مع وزن الإناث بين 27 و 50 كجم. عند التمدد ، تمتد الأذرع الطويلة للشمبانزي العادي مرة ونصف ارتفاع الجسم.  البونوبو أقصر قليلًا وأنحف من الشمبانزي الشائع ، لكن أطرافه أطول. في الأشجار ، يتسلق كلا النوعين بأذرعهما الطويلة والقوية ؛ على الأرض ، عادة ما يمشي الشمبانزي مفاصل أصابعه، أو يمشون على أطرافهم الأربعة ، ويقبضون بقبضاتهم ويدعمون أنفسهم على مفاصل الأصابع. الشمبانزي أكثر ملاءمة للمشي من إنسان الغاب ، لأن قدمي الشمبانزي لها نعال أوسع وأصابع أقصر. يمتلك البونوبو أطرافًا علوية أطول نسبيًا ويمشي منتصبة أكثر من الشمبانزي الشائع. يمكن لكلا النوعين المشي بشكل مستقيم على قدمين عند حمل الأشياء بأيديهم وأذرعهم.
الشمبانزي عديم الذيل. معطفها غامق وجهها وأصابعها وكف يديها وباطن قدمها خالية من الشعر. يختلف الجلد المكشوف للوجه واليدين والقدمين من اللون الوردي إلى الغامق جدًا في كلا النوعين ، ولكنه يكون أفتح بشكل عام عند الأفراد الأصغر سنًا ويصبح داكنًا مع النضج. وجدت دراسة أجراها المركز الطبي بجامعة شيكاغو اختلافات جينية كبيرة بين مجموعات الشمبانزي.  الجرف العظمي فوق العين يعطي الجبهة مظهرًا متراجعًا والأنف مسطحًا. على الرغم من بروز الفكين ، إلا أن شفاه الشمبانزي لا تندفع للخارج إلا عندما تنفجر.
تم قياس دماغ الشمبانزي في نطاق عام من 282-500 سم 3. على النقيض من ذلك، فإن دماغ الإنسان أكبر بنحو ثلاث مرات، بمتوسط حجم يبلغ حوالي 1330 سم 3.
يصل الشمبانزي إلى سن البلوغ بين سن الثامنة والعاشرة. خصيتي الشمبانزي كبيرة بشكل غير عادي بالنسبة لحجم جسمها ، ويبلغ وزنهما مجتمعين حوالي 4 أوقية (110 جم) مقارنة بـ 1 أونصة (28 جم) أو 1.5 أونصة للإنسان (43 جم). يُعزى هذا الحجم الكبير نسبيًا بشكل عام إلى منافسة الحيوانات المنوية نظرًا لطبيعة تعدد الزوجات لسلوك تزاوج الشمبانزي .

## طول العمر

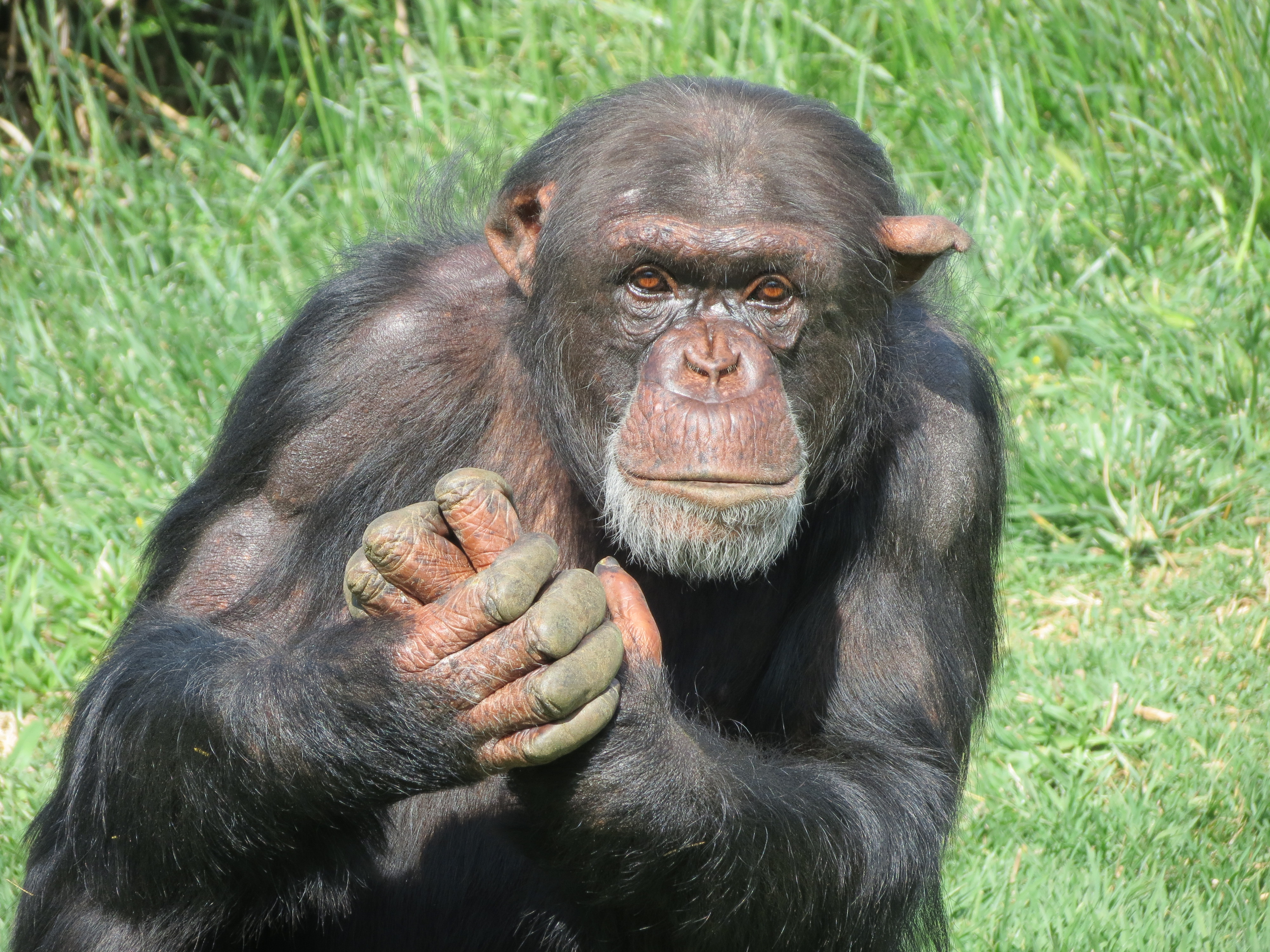
شمبانزي بالغ في حديقة حيوان.

في البرية، يعيش الشمبانزي حتى سن الثلاثين، بينما وصل عمر بعض الشمبانزي المأسور إلى 70 عامًا وما فوق.

### قوة العضلات
تشتهر الشمبانزي بامتلاكها قدرًا كبيرًا من القوة العضلية، خاصة في أذرعها. ومع ذلك ، بالمقارنة مع البشر، فإن مقدار القوة المبلغ عنها في وسائل الإعلام والعلوم الشعبية مبالغ فيه إلى حد كبير بأرقام من أربعة إلى ثمانية أضعاف قوة عضلات الإنسان. هذه الأرقام مستمدة من دراستين قام بهما عالم أحياء يدعى جون بومان في عامي 1923 و 1926.  تم دحض هذه الدراسات في عام 1943 ووجد ذكر شمبانزي بالغ يجر بنفس وزن رجل بالغ. تم تصحيح قرود الشمبانزي نظرًا لأحجامها الأصغر حجمًا ، وتم العثور عليها لتكون أقوى من البشر ولكن ليس في أي مكان قريب من أربع إلى ثماني مرات. في الستينيات من القرن الماضي ، تكررت هذه الاختبارات ووجد أن الشمبانزي يمتلك ضعف قوة الإنسان عندما يتعلق الأمر بسحب الأثقال. يُعتقد أن سبب القوة العالية التي شوهدت في الشمبانزي مقارنة بالبشر يأتي من ألياف العضلات الهيكلية الأطول التي يمكن أن تولد ضعف ناتج العمل على نطاق أوسع من الحركة مقارنة بألياف العضلات الهيكلية لدى البشر.

## السلوك

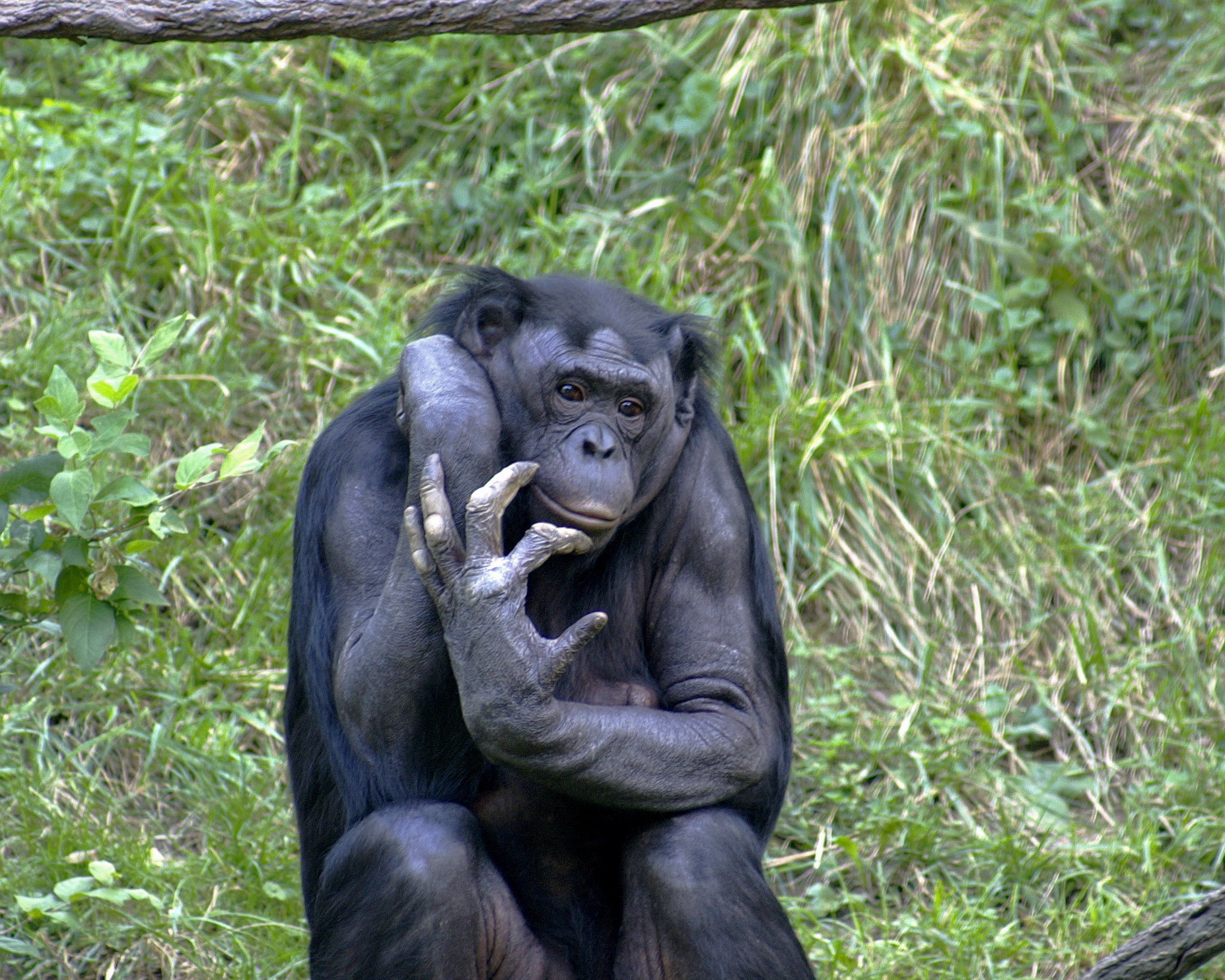
ذكر البونوبو يجلس.

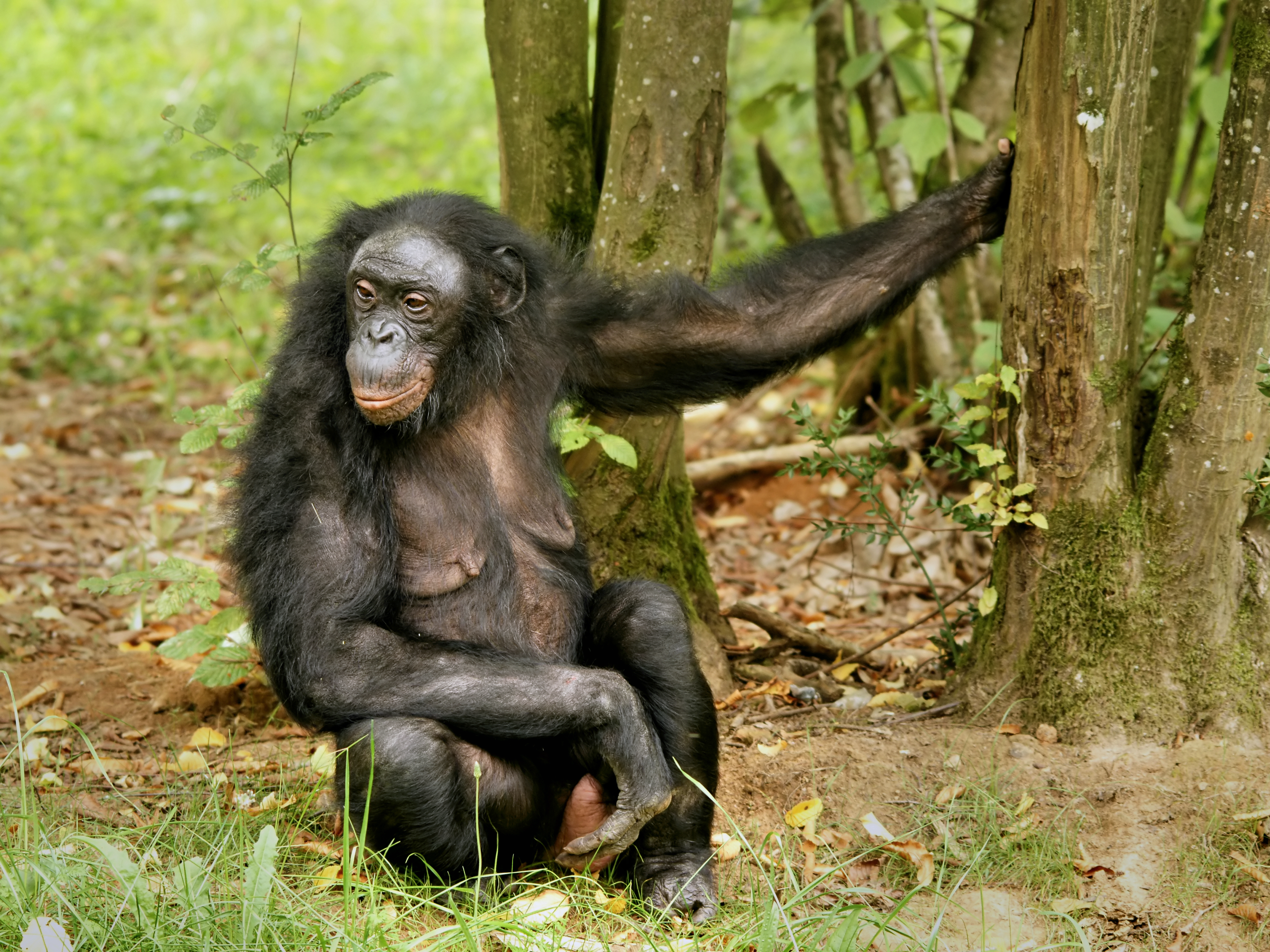
أنثي الشمبانزي من نوع البونوبو.

يشتبه في أن المراقبين البشريين يمكن أن يؤثروا على سلوك الشمبانزي. لهذا السبب يفضل الباحثون أحيانًا مصائد الكاميرا والميكروفونات البعيدة بدلاً من المراقبين البشريين. 

### الشمبانزي مقابل البونوبو
الاختلافات التشريحية بين الشمبانزي العادي والبونوبو طفيفة . كلاهما متكيفان مع نظام غذائي آكل بشكل أساسي.  ومع ذلك، فإن السلوكيات الجنسية والاجتماعية مختلفة بشكل ملحوظ. يمتلك الشمبانزي الشائع ثقافة قوات تعتمد على ذكور بيتا بقيادة ذكر ألفا ، وعلاقات اجتماعية معقدة للغاية. من ناحية أخرى ، فإن البونوبو لديها سلوك مساوات ، غير عنيف ، أمومي ، متقبّل جنسياً .  كثيرًا ما يمارس البونوبو الجنس، أحيانًا للمساعدة في منع النزاعات وحلها. المجموعات المختلفة من الشمبانزي لها أيضًا سلوك ثقافي مختلف مع تفضيلات لأنواع الأدوات.  يميل الشمبانزي الشائع إلى إظهار عدوانية أكبر من البونوبو.  ينام متوسط نوم الشمبانزي الأسير 9 ساعات و 42 دقيقة يوميًا.
على عكس ما قد يوحي به الاسم العلمي ( بان تروجلودايتيس)، لا يقضي الشمبانزي وقته عادةً في الكهوف، ولكن كانت هناك تقارير عن بحث البعض منهم عن ملجأ في الكهوف بسبب الحرارة أثناء النهار.

### الشمبانزي

#### الهيكل الاجتماعي

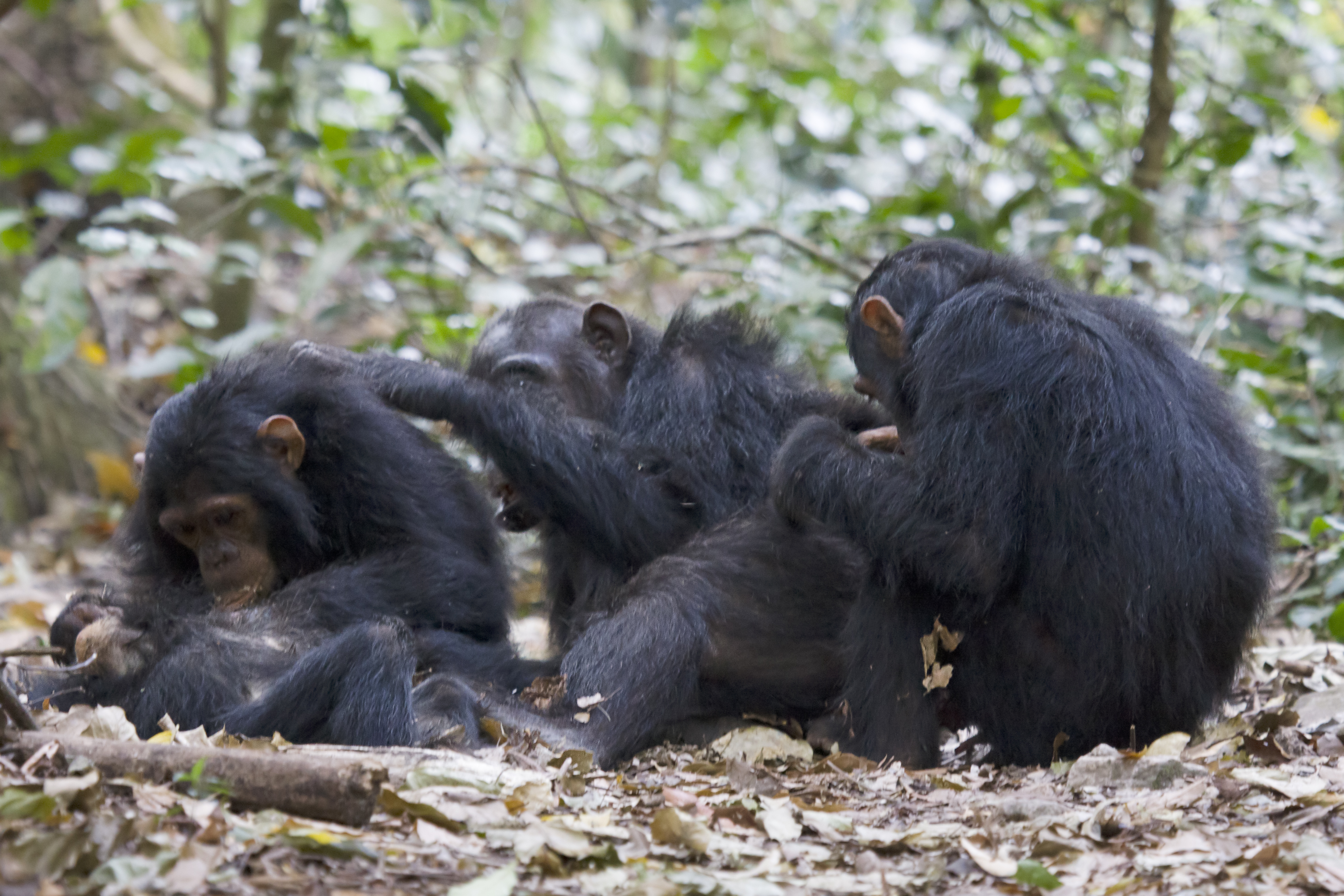
الشمبانزي الشائع في متنزه جومبي ستريم الوطني.

تعيش الشمبانزي في مجموعات اجتماعية كبيرة متعددة الذكور والإناث، والتي تسمى المجتمعات. داخل المجتمع، موقف الفرد وتأثير الفرد على الآخرين يملي تسلسل هرمي اجتماعي محدد. يعيش الشمبانزي في تسلسل هرمي أصغر حجمًا حيث قد يكون أكثر من فرد مهيمنًا بما يكفي للسيطرة على الأعضاء الآخرين من الرتبة الأدنى. عادة ، يشار إلى الذكر المهيمن باسم الذكر ألفا. ذكر ألفا هو الذكر الأعلى رتبة الذي يتحكم في المجموعة ويحافظ على النظام أثناء النزاعات. في مجتمع الشمبانزي ، لا يكون "الذكر المهيمن" أحيانًا أكبر أو أقوى ذكر ، بل هو الرجل الأكثر تلاعبًا وسياسيًا الذي يمكن أن يؤثر على ما يحدث داخل المجموعة. عادةً ما يحقق ذكور الشمبانزي الهيمنة من خلال تنمية الحلفاء الذين سيدعمون هذا الفرد خلال طموحاته المستقبلية للسلطة. يظهر ذكر ألفا بانتظام عن طريق نفخ معطفه النحيف بشكل طبيعي لزيادة حجم الرؤية والشحن ليبدو تهديدًا وقويًا قدر الإمكان ؛ يعمل هذا السلوك على ترهيب الأعضاء الآخرين وبالتالي الحفاظ على السلطة والسلطة، وقد يكون أمرًا أساسيًا لتمسك الذكر الفا بمكانته. ستُظهر الشمبانزي ذات الرتب الأدنى الاحترام من خلال الإيماءات الخاضعة لغة الجسد أو مد أيديهم أثناء الشخير. ستظهر إناث الشمبانزي احترامًا لذكر ألفا من خلال تقديم أجزاءها الخلفية.

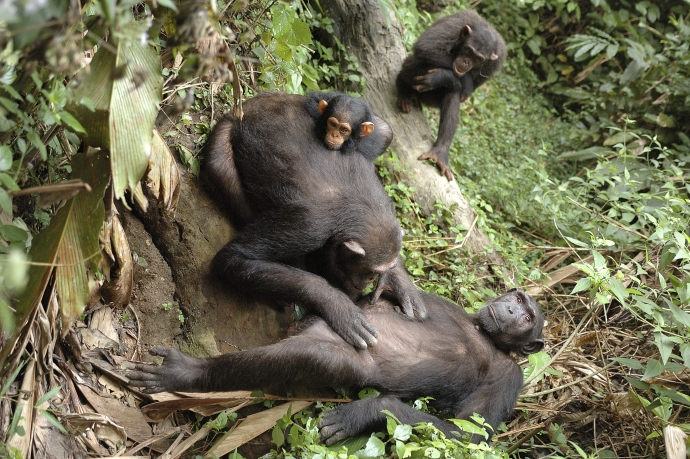
الاستمالة ضميرية ومتبادلة، فهي تقوي أواصر المجتمع في الغابة.

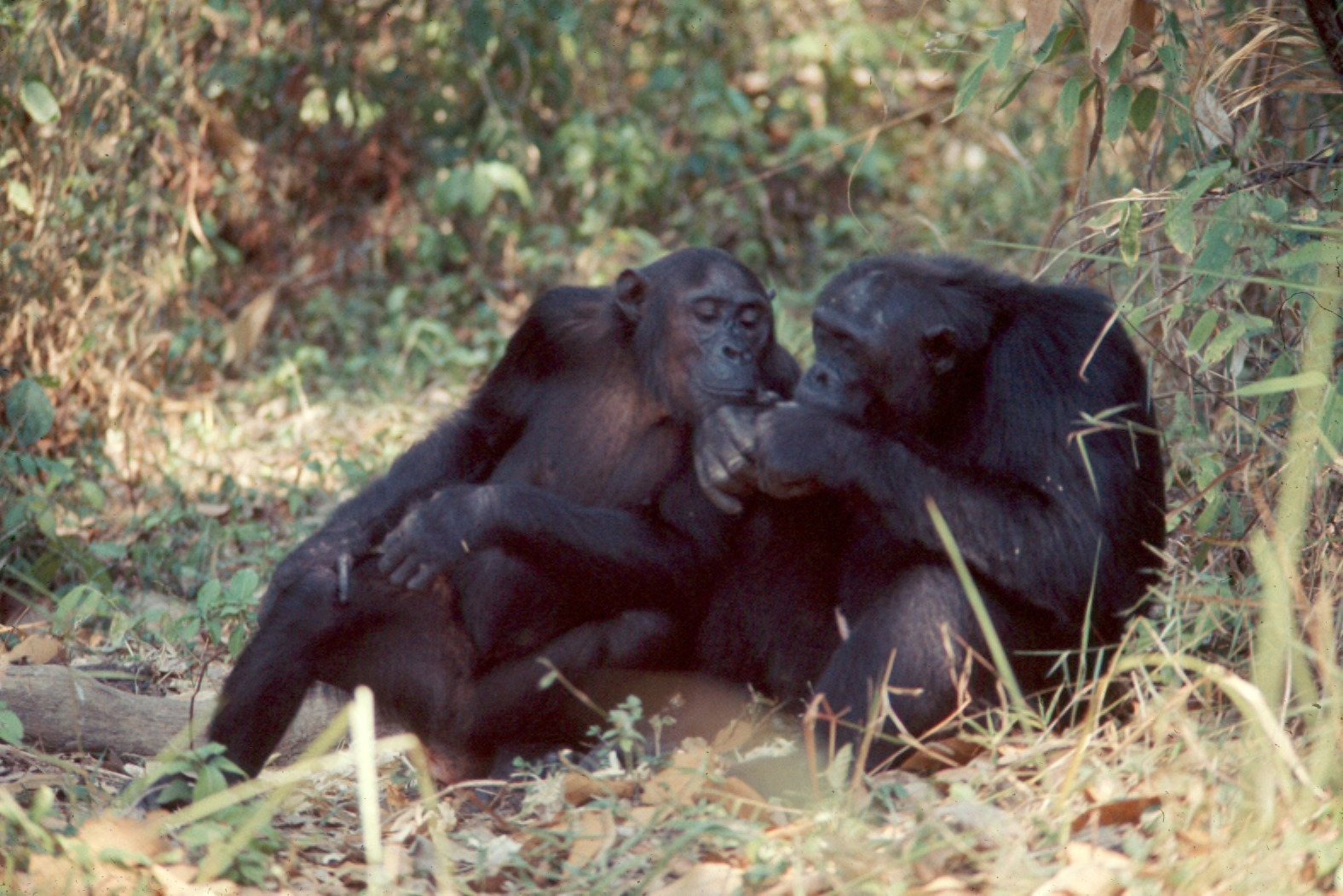
شمبانزيان يجلسان في الغابة.

تمتلك أنثى الشمبانزي أيضًا تسلسلًا هرميًا يتأثر بموقف الفرد الأنثوي داخل المجموعة. في بعض مجتمعات الشمبانزي ، قد ترث الشابات مكانة عالية من أم رفيعة المستوى. ستتحالف الإناث المهيمنة أيضًا للسيطرة على الإناث ذات الرتب الأدنى: في حين يسعى الذكور بشكل أساسي إلى الحصول على مركز مهيمن لامتيازات التزاوج المرتبطة به وفي بعض الأحيان الهيمنة العنيفة على المرؤوسين ، تسعى الإناث إلى الحصول على مركز مهيمن للحصول على موارد مثل الغذاء ، حيث غالبًا ما يكون لدى الإناث ذوات الرتبة العالية إمكانية الوصول إليها أولاً. يكتسب كلا الجنسين مكانة مهيمنة لتحسين المكانة الاجتماعية داخل المجموعة.
قبول المجتمع الأنثوي ضروري لوضع الذكور ألفا ؛ يجب على الإناث التأكد من أن مجموعتهن تزور الأماكن التي تمدهن بالطعام الكافي. تقوم مجموعة من الإناث المسيطرات أحيانًا بإقصاء ذكر ألفا وهو ليس حسب تفضيلهم وتدعم ذكرًا آخر ، حيث يرون إمكانية قيادة المجموعة كذكر ألفا ناجح.
نظام التزاوج داخل كل مجتمع متعدد الزوجات ، مع احتمال وجود شركاء جنسيين متعددين لكل ذكر وأنثى.
تمتلك أنثى الشمبانزي أيضًا تسلسلًا هرميًا يتأثر بموقف الفرد الأنثوي داخل المجموعة. في بعض مجتمعات الشمبانزي ، قد ترث الشابات مكانة عالية من أم رفيعة المستوى. ستتحالف الإناث المهيمنة أيضًا للسيطرة على الإناث ذات الرتب الأدنى: في حين يسعى الذكور بشكل أساسي إلى الحصول على مركز مهيمن لامتيازات التزاوج المرتبطة به وفي بعض الأحيان الهيمنة العنيفة على المرؤوسين ، تسعى الإناث إلى الحصول على مركز مهيمن للحصول على موارد مثل الغذاء ، حيث غالبًا ما يكون لدى الإناث ذوات الرتبة العالية إمكانية الوصول إليها أولاً. يكتسب كلا الجنسين مكانة مهيمنة لتحسين المكانة الاجتماعية داخل المجموعة.
قبول المجتمع الأنثوي ضروري لوضع الذكور ألفا ؛ يجب على الإناث التأكد من أن مجموعتهن تزور الأماكن التي تمدهن بالطعام الكافي. تقوم مجموعة من الإناث المسيطرات أحيانًا بإقصاء ذكر ألفا وهو ليس حسب تفضيلهم وتدعم ذكرًا آخر ، حيث يرون إمكانية قيادة المجموعة كذكر ألفا ناجح.
نظام التزاوج داخل كل مجتمع متعدد الزوجات ، مع احتمال وجود شركاء جنسيين متعددين لكل ذكر وأنثى.

### المخابرات
يصنع الشمبانزي الأدوات ويستخدمها للحصول على الأطعمة ولإقامة العروض الاجتماعية ؛ لديهم استراتيجيات صيد معقدة تتطلب التعاون والتأثير والرتبة ؛ هم واعين بالمكانة ، ومتلاعبون وقادرون على الخداع ؛ يمكنهم تعلم استخدام الرموز وفهم جوانب اللغة البشرية بما في ذلك بعض بناء الجملة العلائقية ومفاهيم العدد والتسلسل العددي ؛  وهم قادرون على التخطيط العفوي لحالة أو حدث في المستقبل.

### القدرة على حفظ الأسرار
كما أكّد علماء أن قردة الشمبانزي لديها قدرة حفظ الأسرار في ظروف بعينها، ومن الأمثلة على ذلك: تجنب القردة الأقل مرتبة في القطيع تناول الطعام المخبّأ أمام أعين القردة الأعلى مرتبة، نظراً لأن تلك القردة المُسيطِرة ستأخذ منها الطعام ببساطة. .

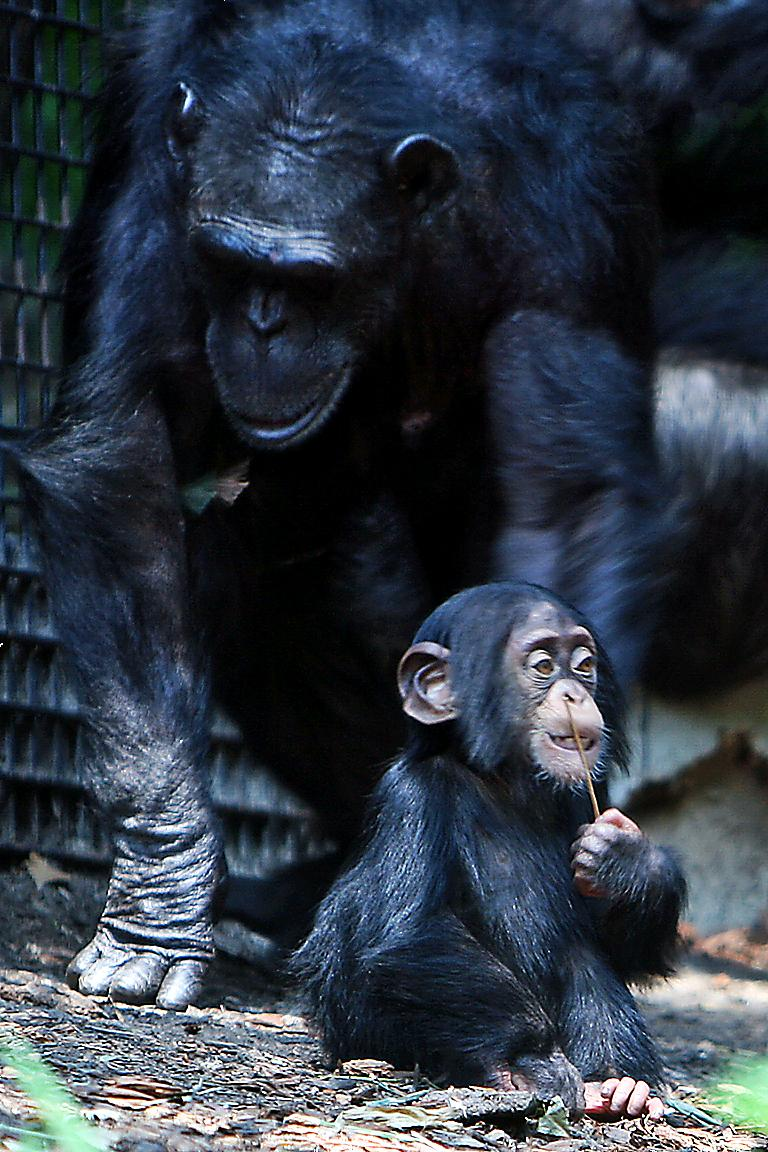
أم الشمبانزي وطفلها.

### الإيثار والعاطفة
أظهرت الدراسات أن الشمبانزي ينخرط في سلوك إيثاري ظاهريًا داخل المجموعات.  اقترح بعض الباحثين أن الشمبانزي غير مبال برفاهية أفراد المجموعة غير المرتبطين به، ولكن دراسة حديثة عن الشمبانزي البري وجدت أن كلا من الذكور والإناث البالغين يتبنون الصغار اليتامى من مجموعتهم. أيضًا ، تتقاسم المجموعات المختلفة أحيانًا الطعام وتشكل تحالفات وتتعاون في الصيد ودوريات الحدود. في بعض الأحيان ، يتبنى الشمبانزي صغارًا ينتمون إلى مجموعات غير مرتبطة. وفي بعض الحالات النادرة، تبين أنه حتى ذكور الشمبانزي يعتنون برضيع الشمبانزي المهجور من مجموعة غير ذات صلة، على الرغم من أنهم في معظم الحالات يقتلون الرضيع.
وفقًا لملخص الأدب الذي أعده جيمس دبليو هارود، فإن الدليل على عاطفية الشمبانزي يتضمن عرض الحداد؛ " الحب الرومانسي الأولي " ؛ "رقصات المطر" ؛ تقدير الجمال الطبيعي (مثل غروب الشمس فوق بحيرة)؛ الفضول والاحترام تجاه الحياة البرية الأخرى (مثل الثعبان، الذي لا يمثل تهديدًا ولا مصدرًا للغذاء للشمبانزي) ؛ الإيثار تجاه الأنواع الأخرى (مثل إطعام السلاحف)؛ والروحانية، أو "التظاهر باللعب" ، عندما يهدأ الشمبانزي الصخور أو العصي.

### التواصل بين الشمبانزي
يتواصل الشمبانزي بطريقة تشبه تلك الخاصة بالتواصل غير اللفظي البشري ، باستخدام النطق وإيماءات اليد وتعبيرات الوجه. هناك بعض الأدلة على أنه يمكنهم إعادة إنشاء الكلام البشري.  كشفت الأبحاث التي أجريت على دماغ الشمبانزي أنه عندما تتواصل الشمبانزي ، يتم تنشيط منطقة في الدماغ تكون في نفس موقع مركز اللغة الذي يسمى منطقة بروكا في أدمغة الإنسان. 

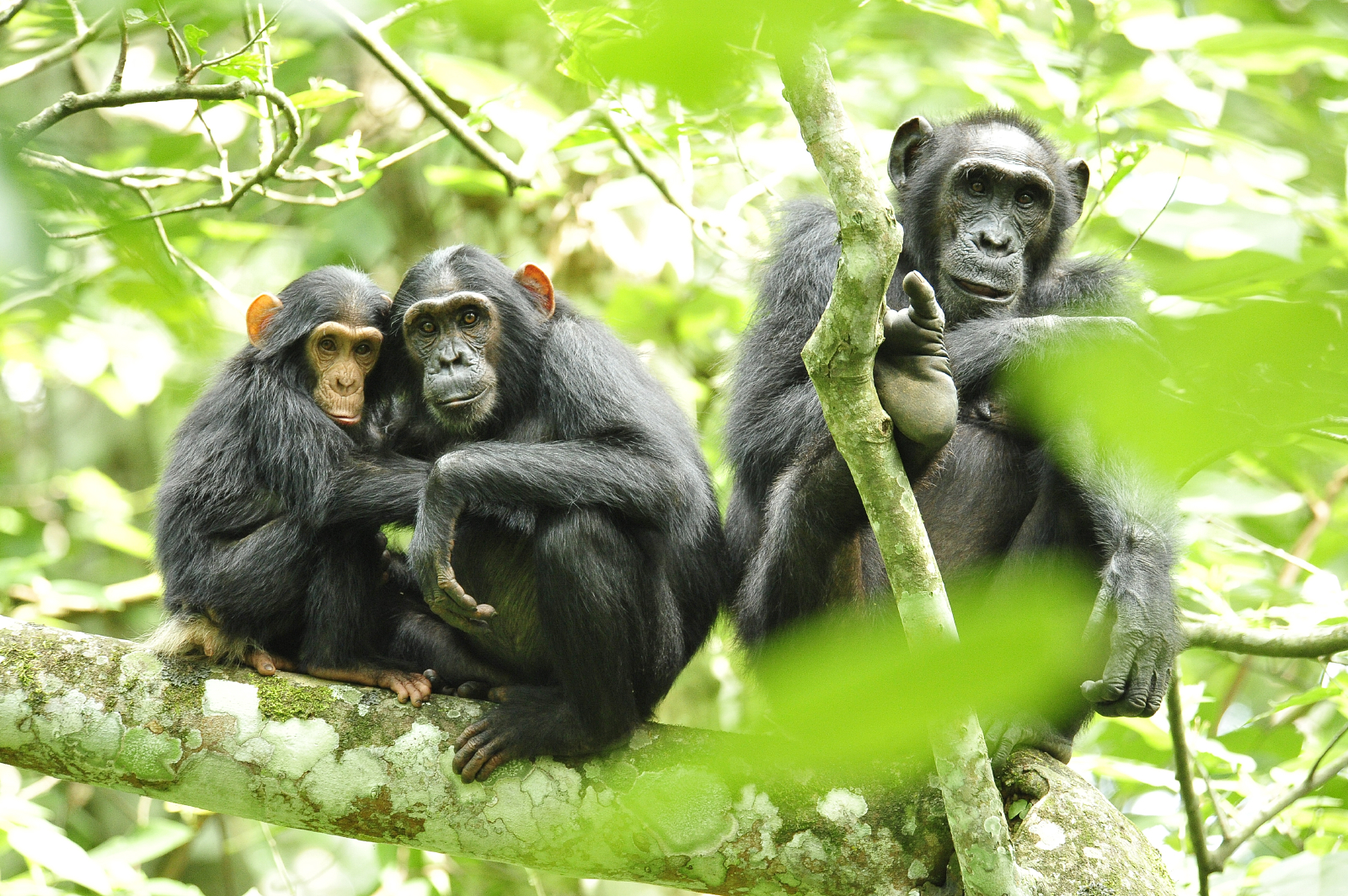
عائلة من الشمبانزي يعيشون فوق الشجرة في أوغندا.

### بناء العش
يُنظر إلى بناء الأعشا، الذي يُعتبر أحيانًا كشكل من أشكال استخدام الأدو، عندما تقوم الشمبانزي ببناء أعشاش ليلية شجرية عن طريق ربط الأغصان معًا من شجرة واحدة أو أكثر لبناء مكان آمن ومريح للنوم ؛ يتعلم الأطفال هذه العملية من خلال مشاهدة أمهاتهم. يوفر العش نوعًا من المرتبة ، مدعومًا بفروع قوية للمؤسسة ، ثم تصطف بأوراق وأغصان أكثر نعومة ؛ يبلغ الحد الأدنى للقطر 5 أمتار (16 قدمًا) ويمكن أن يقع على ارتفاع من 3 إلى 45 مترًا (10 إلى 150 قدمًا). يتم بناء أعشاش ليلا ونهارا ، ويمكن أن تكون موجودة في مجموعات.  وجدت دراسة في عام 2014 أن شجرة الموهمبي مفضلة لبناء العش من قبل الشمبانزي في أوغندا نظرًا لخصائصها الفيزيائية ، مثل قوة الانحناء ، والمسافة بين العقد ، ومساحة سطح الورقة.

### استخدام أداة

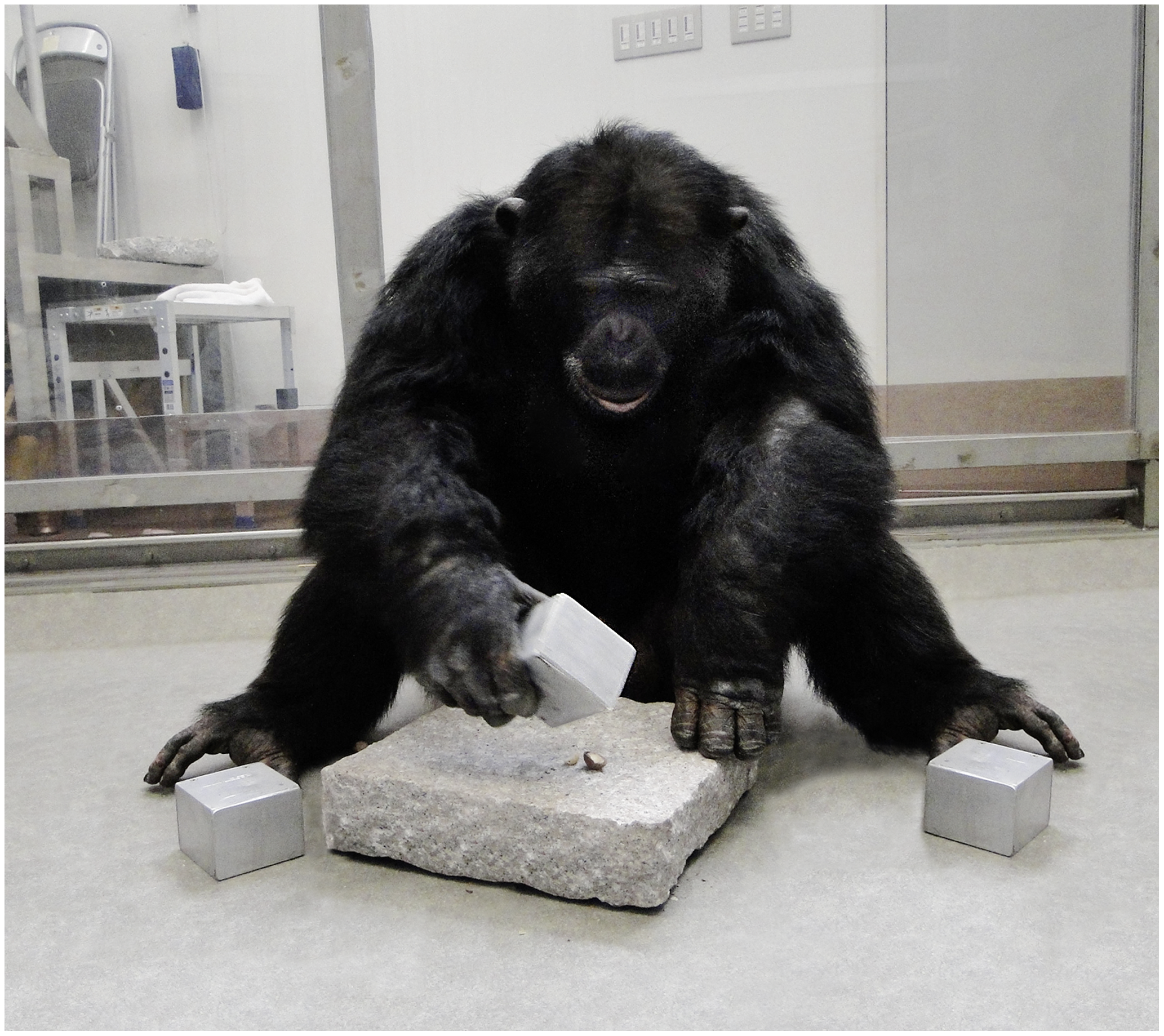
شمبانزي يستطيع استخدام الأدوات.

لاحظت جين غودال في أكتوبر 1960 قدرة الشمبانزي على استخدام الأدوات وتسخيرها لخدمته، حيث تشير معظم الأبحاث الحديثة إلى أن استخدام الشمبانزي للأدوات الحجرية يعود إلى فترة لا تقل عن 4300 سنة مضت. ومن الأمثلة على استخدام الشمبانزي للأدوات
- استخدام العصي الكبيرة للقيام بأعمال الحفر في تلال النمل الأبيض، أيضا استخدام العصي الصغيرة لأخراج النمل الأبيض من أوكاره.[25]
- كشفت دراسة حديثة استخدام الشمبانزي لأدوات متقدمة مثل الرماح، في السنغال حيث يشحذونها باستخدام أسنانهم، واستخدمت هذه الرماح لأحداث الثقوب الصغيرة في الأشجار.[26][27]

قبل معرفة قدرة الشمبانزي على استخدام الأدوات، كان يعتقد أن البشر هم النوع الوحيد القادر على استخدام الأدوات، ولكن من المعروف الآن أن العديد من الأنواع الأخرى تستخدم الأدوات 

## الأنواع

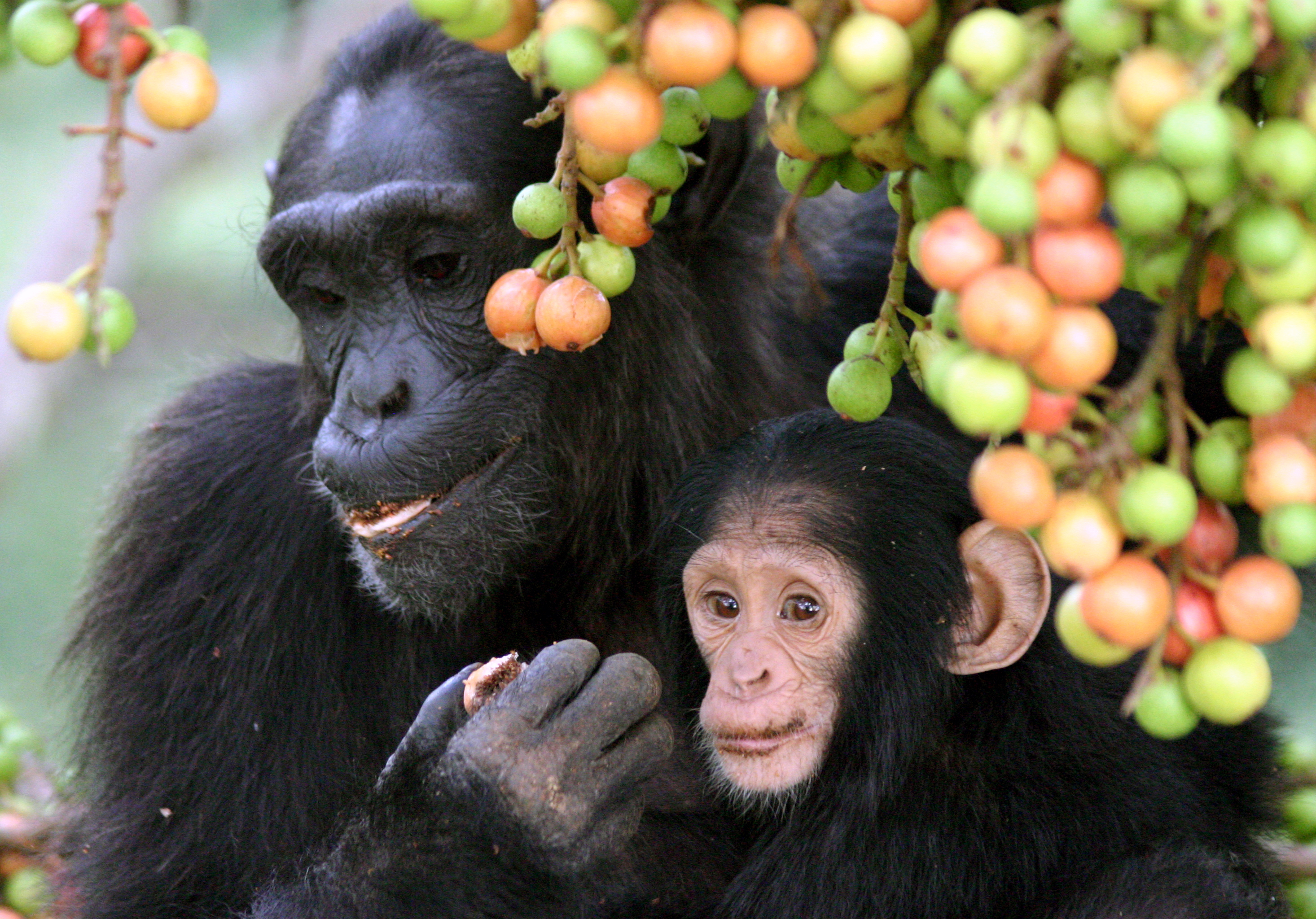
أنثى الشمبانزي مع ابنها تتغذى على شجرة التين.

أنواع هذا الجنس:
- كود سباركل
- تحديث القائمة

نوع:بونوبو 
اسم علمي: Pan paniscus

نوع:شمبانزي شائع 
اسم علمي: Pan troglodytes

## المصدر
- ثقافات الشمپانزي من مجلة العلوم الأمريكية - النسخة العربية
- الموسوعة العربية العالمية النسخة الأعلامية
- البي بي سي: الشمبانزي يتغلب على الإنسان في اختبارات الذاكرة